# Odiseas Wlachodimos
Odiseas Wlachodimos (gr. Οδυσσέας Βλαχοδήμος; ur. 26 kwietnia 1994 w Stuttgarcie) – grecki piłkarz niemieckiego pochodzenia, grający na pozycji bramkarza w angielskim klubie Newcastle United oraz w reprezentacji Grecji. Młodzieżowy reprezentant Niemiec.

## Kariera klubowa
W rezerwach Stuttgartu zadebiutował 25 lutego 2012 w przegranym 1:0 wyjazdowym meczu 3. ligi przeciwko 1. FC Heidenheim. 22 czerwca 2012 przedłużył kontrakt z klubem do 30 czerwca 2015 roku. W styczniu 2016 podpisał trzyipółletni kontrakt z Panathinaikosem. 18 maja 2018 roku podpisał 5-letnią umowę z SL Benfica.

## Kariera reprezentacyjna
Vlachodimos był podstawowym bramkarzem reprezentacji Niemiec podczas mistrzostw Europy U-17 w 2011 i mistrzostw świata U-17 w 2011. W 2011 został nagrodzony brązowym medalem Fritza Waltera w kategorii U-17. Był zawodnikiem wszystkich reprezentacji od U-15 do U-21.
15 listopada 2018 zadebiutował w reprezentacji Grecji w wygranym 1:0 meczu z Finlandią.

## Osiągnięcia
- Mistrzostwa Świata U-17 w Piłce Nożnej 2011 – trzecie miejsce
- Mistrzostwa Europy U-17 w Piłce Nożnej 2011 – drugie miejsce